# CBS Studios
CBS Studios, Inc., ранее известная под бизнес-лейблом CBS Television Studios (CTS), является дочерней компанией подразделения CBS Entertainment Group медиаконгломерата  ViacomCBS. Американская телевизионная производственная компания, которая была образована 17 января 2006 года CBS Corporation, как CBS Paramount Television, объединив Paramount Television и CBS Productions . Это телевизионное производственное подразделение сети CBS (ранее на себя такие функции брало CBS Productions), и, наряду с Warner Bros. Television, это также телевизионное производственное подразделение The CW (в котором ViacomCBS владеет 50% акций).

## Предыстория и временная шкала

### CBS
В 1952 году Columbia Broadcasting System сформировала собственную телевизионную производственную единицу CBS Productions (обычно называемую телевизионной сетью CBS (The CBS Television Network)), а также объекты в ранее созданном CBS Television City (комплекс телевизионных студий) в районе Фэрфакс в Западном Лос-Анджелесе . Также формируется CBS Television Film Sales (позже известный как CBS Films) в качестве дистрибьютора внесетевых и впервые запущенных синдицированных программ для местных телевизионных станций в Соединенных Штатах и за рубежом.
В 1963 году в долине Сан-Фернандо, в районе Лос-Анджелеса Студио-Сити, была открыта CBS Studio Center. Позже, в 1971 году, CBS Films развивается как Viacom International, Inc. В 1974 году компания восстановлена, как CBS, Inc.. В 1978 году производственная единица получила вторичное / альтернативное название CBS Entertainment Productions.
В 1994 году Westinghouse Electric приобрела CBS. Viacom объединился со своим создателем CBS в 1999 году.

### Ранние телевизионные предприятия Paramount Pictures
В 1939 году в Лос-Анджелесе (W6XYZ) были созданы экспериментальные телевизионные станции под названием Television Productions Inc. и Chicago (W9XBK) с участием Балабана и Каца . Коммерческое вещание началось в 1943 году через WBKB в Чикаго (сейчас WBBM). Коммерческое вещание началось в 1947 году на KTLA в Лос-Анджелесе. В 1949 году была создана первая крупная студия, которая создала синдикацию программ как Paramount Television Network (большая часть которой была создана в KTLA). Paramount прекратил вещание в 1964 году с продажей KTLA Golden West Broadcastters.

### Desilu Productions
Desilu Productions, основанная в 1950 году Дези Арназ и Люсиль Болл. Desilu Studios была основана в Голливуде и Калвер-Сити в 1957 году, после того как Arnaz / Ball приобрели студию RKO. Desilu Sales Inc. была основана в 1962 году как синдицирующее подразделение компании. В 1967 году Desilu Productions была приобретена компанией Gulf + Western Industries . В июле компания становится телевизионным подразделением корпорации Paramount Pictures, сохраняя название Desilu до конца этого года. Desilu Sales, в свою очередь, объединяется с отделом синдицирования Paramount и становится Paramount Television Sales.

### Paramount Television
1966—1967, «Gulf and Western Industries» приобрела Paramount Pictures и Paramount Television Enterprises выпустивших после 1949 года для телевизионных вещателей в рамках пакета Paramount Portfolio I umbrella 60 наименований из своей библиотеки художественных фильмов. В 1968 году Paramount Television, ранее Desilu, устоялась как телевизионная производственная единица студии. В 1977 году, была сформирована Paramount Television Service. В 1982 году были созданы Paramount Television Group and Paramount Domestic Television и Video Programming. В сентябре 1989 года в Gulf+Western была акционирована в Paramount Communications, Inc. 11 марта 1994 года Viacom приобрела компанию Paramount Communications, в результате чего была создана Paramount / Viacom в качестве байлайна для нескольких дочерних компаний Viacom. В 1995 году компании Viacom запустила объединённую сеть United Paramount Network (UPN) с Chris-Craft Industries.

### CBS Paramount Television
- 2004 год: 10 августа Viacom объединила международные телевизионные флагманы CBS Broadcast International и Paramount International Television, чтобы сформировать CBS Paramount International Television .
- 2004: Viacom объединила CBS Productions и Paramount Network Television, чтобы сформировать CBS Paramount Network Television. Их соответствующие логотипы остаются прежними.
- 2006: Когда разделение CBS / Viacom вступило в силу, CBS унаследовала библиотеку телевизионных программ Paramount, а на новом Viacom были сохранены фильмы Paramount, сети «MTV Networks»[англ.] и «BET_Networks» .
- 2006: 17 января генеральный директор корпорации CBS Лес Мунвес объявил, что Paramount Television будет переименована в CBS Paramount Television, с этого дня, после слияния с CBS Productions, причем логотипы как CBS 'eyemark', так и Paramount’s mountain объединились в новом логотипе, а сетевое подразделение стало CBS Paramount Network Television.[6]
- 2006: CBS Corp. объединила свои подразделения по распространению телевидения — King World, CBS Paramount International Television и CBS Paramount Domestic Television — для создания CBS Television Distribution (CTD).
- 2009: 1 июня CBS незаметно отказывается от названия Paramount после трех с половиной лет его использования, в образованной CBS Television Studios от теперь сестринской компании Viacom.[7]

### Производственная компания сегодня: CBS Television Studios
CBS Paramount Television было единственным подразделением CBS, которое использовало название и логотип Paramount в своем собственном имени и логотипе (Paramount Pictures в настоящее время принадлежит новой компании Viacom после 2006 года, которая была выделена из CBS, который когда-то был известен как старый Viacom). Все три его первоначальных подразделения использовали Paramount в своем названии: CBS Paramount Network Television (производственный отдел), CBS Paramount Domestic Television (отдел распространения в США) и CBS Paramount International Television (подразделение международного распространения). Когда компании разделились, CBS получила разрешение на использование названия Paramount в течение трех лет. Срок действия контракта истек в 2009 году, и, таким образом, имя Paramount теперь навсегда ушло из телевидения, после 42 лет в качестве производственной компании (39 как Paramount Television), а до этого, владельцев двух ранних телевизионных станций (KTLA и WBKB), ранее производственной компании (Telemount Productions) и совладельцев телевизионной сети DuMont . Новая компания освобождена от синдикации программ возрожденной CBS Productions, единственного в своем роде производителя 90210, Melrose Place и Three Rivers, среди прочих.
National Amusements сохраняет за собой контроль большинства как CBS, так и нового Viacom. В течение короткого времени, многие из театральных фильмов Paramount были распространены внутри страны CBS Television Distribution (новое название для распределительного подразделения с 2007 года). Paramount Home Media Distribution продолжает распространять домашнее видео о продажах шоу CBS через бренд CBS DVD .
Студия заключила сделку с австралийской телекомпанией «Network Ten». Сделка завершилась после того, как «Network Ten» была введена в управление, а CBS приобрела сеть в 2017 году, что означает, что Ten приобретает права через CBS Studios International, которой принадлежит холдингу Ten Network Holdings. В результате сделки к компании присоединились каналы «10 Bold», «10 Peach», «10 Shake», «Spree TV» (50 %), «10 Play», «10 All Access», «10 Speaks» и другие.
До недавнего времени — в США — King World распространял свой продукт независимо от CBS Paramount Domestic Television, в то время как на международном рынке CBS Paramount International Television занимались дистрибуцией и продажами. По состоянию на 16 сентября 2007 года логотип телевизионной дистрибуции CBS появляется после шоу, которые были распространены King World.
С 2009 по 2011 год все шоу, выпущенные компанией, транслировались на CBS или CW. В прошлом Paramount Television производила передачи для всех сетей, но особенно хорошо поддерживала отношения с ABC (так же, как Universal Television поддерживала хорошие отношения с совладельцем NBC). The Cleaner, который транслировался в A & E до сентября 2009 года, был самым последним шоу компании, транслировавшимся в сети, отличной от CBS или CW (что иронично, если принять во внимание право собственности A & E на NBC / ABC). Так было до тех пор, пока Black Entertainment Television не начали показывать новые эпизоды The Game в 2011 году. В 2012 году USA Network начала трансляцию сериала Общее дело .
CTS непосредственно не производит никаких шоу, появляющихся на Showtime, премиальной сети кабельного телевидения, находящейся в совместном владении студии. Вместо этого, сестринская компания Showtime Entertainment занимается собственным производством для сети. Тем не менее, CTD и его международное подразделение занимаются распределением синдикации для этих шоу, если они когда-либо появляются в синдикации.
25 октября 2018 года CBS Television Studios объявила об открытии нового анимационного подразделения CBS Eye Animation Productions . В это же время была анонсирована новая серия Star Trek под названием Star Trek: Lower Decks .
В январе 2019 года Disney + заказал « Дневник президента-женщины» у CBS Television Studios, свою первую серию от сторонней продакшн-компании.
14 августа 2019 года было объявлено, что материнская компания CBS Corporation воссоединится с Viacom в объединенную медиа-компанию и будет переименована в ViacomCBS. Впервые за 13 лет ViacomCBS объединит киностудию Paramount, нынешнее воплощение ее телевизионного подразделения, и продюсерскую студию CBS под одним зонтиком.
4 декабря 2019 года Боб Бакиш подтвердил, что слияние ViacomCBS было завершено.

### CBS Studios
8 октября 2020 года было объявлено, что CTS была переименована в CBS Studios в рамках объединения элементов брендинга между подразделениями CBS, ссылаясь на то, что использование слова "Television (Телевидение)" в названии устарело из-за его позиции по производству программ для нескольких платформ.

## Прошлые имена
- CBS Paramount Television / CBS Paramount Network Television (2006—2009)
- Paramount Television Group (1967—2006)
- Desilu Productions, Inc. (1951—1967)
- CBS Productions (1952—2006, 2008—2012, 2015—2016)
- Viacom Productions (1974—2004)
- Телевидение правописания (1969—2006)
- Taft Entertainment Television (1981—1988)
- Big Ticket Entertainment (1994—2006 гг. По сетевому телевидению; до сих пор выпускает Judge Judy и Hot Bench, но в остальном только для имени)
- Rysher Entertainment (1991—1999)